# Jan Zieleniewski (prakseolog)

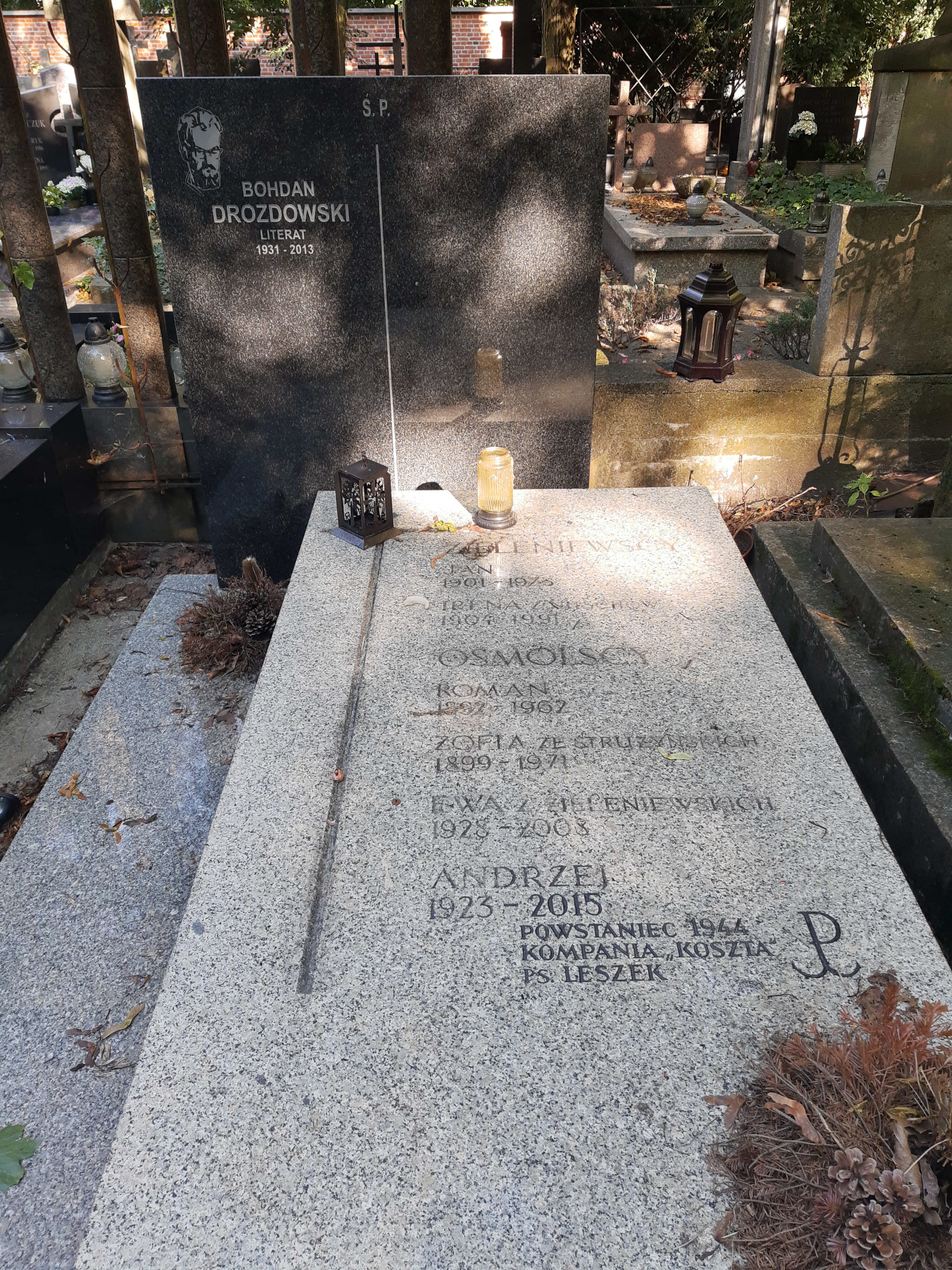
Grób Bohdana Drozdowskiego i Jana Zieleniewskiego na cmentarzu Powązkowskim w Warszawie

Jan Michał Zieleniewski (ur. 8 lutego 1901 w Krakowie, zm. 1 października 1973 w Warszawie) – polski profesor nauk ekonomicznych, specjalista w dziedzinie prakseologii, prekursor naukoznawstwa.

## Biografia
Urodził się 8 lutego 1901 w Krakowie, w rodzinie Edmunda i Jadwigi z Ciechanowskich. Ukończył Gimnazjum Jana Sobieskiego w Krakowie, a następnie Wydział Filozoficzny Uniwersytetu Jagiellońskiego.
Uczestniczył w wojnie obronnej (1920) oraz w III powstaniu śląskim (1921). 
Pracę zawodową rozpoczął w 1924 w Zjednoczonych Fabrykach Maszyn, Kotłów i Wagonów. Później był koncern „L. Zieleniewski, Fitzner” S.A. Od 1933 zajmował się nadzorem sądowym nad kolejnymi firmami. 
19 listopada 1930 Prezydent RP mianował go podporucznikiem ze starszeństwem z 1 stycznia 1930 i 24. lokatą w korpusie oficerów rezerwy kawalerii, a  minister spraw wojskowych wcielił do 8 Pułku Ułanów w Krakowie. Na stopień porucznika został mianowany ze starszeństwem z 1 stycznia 1936 i 40. lokatą w korpusie oficerów rezerwy kawalerii.
Wziął udział w kampanii wrześniowej, w czasie której znalazł się w niewoli. Był więziony kolejno w obozach Arnswalde, Gross Born, Osterode, Dössel). Z ostatniego uciekł w 1943. Wziął udział w powstaniu warszawskim jako żołnierz Armii Krajowej.
Po II wojnie światowej, w latach 1945–1948 kierował Wydziałem Handlu Zagranicznego „Społem” oraz był dyrektorem naczelnym Polskiego Towarzystwa Handlu Zagranicznego „Varimex”. Należał do PPS, odmówił jednak wstąpienia do PZPR w momencie łączenia z PPR. W wyniku tej decyzji został zmuszony do zaprzestania działalności w gospodarce. Podjął pracę naukową w Wyższej Szkole Ekonomicznej w Sopocie, gdzie wykładał ekonomię handlu zagranicznego, pisząc jednocześnie podręcznik z tego zakresu. 
Od 1959 do końca życia należał do Polskiej Akademii Nauk. Kierował Pracownią Ogólnych Problemów Organizacji Pracy, utworzoną przez Tadeusza Kotarbińskiego dla rozwijania prakseologii. W Pracowni seminaria prowadzili, oprócz Jana Zieleniewskiego, m.in. profesorowie Tadeusz Kotarbiński, Stanisław Kowalewski, Marian Mazur, Klemens Szaniawski i Wojciech Gasparski. Pracownia przekształcona została w Zakład Prakseologii PAN, prowadzący m.in. studium doktoranckie.
Współpracował również z Uniwersytetem Łódzkim, kierował tam Katedrą Teorii Organizacji. Był prezesem Towarzystwa Naukowego Organizacji i Kierownictwa.
Pod jego kierunkiem w 1974 stopień naukowy doktora otrzymał Bolesław Rafał Kuc.
Zmarł w Warszawie, pochowany na cmentarzu Powązkowskim (kwatera 229-4-20,21).

## Członkostwa
- Towarzystwo Naukowe Organizacji i Kierownictwa (1937–1973)

## Ważne publikacje
- Przydatność prakseologicznej aparatury pojęciowej do poszczególnych dyscyplin naukowych (1964)
- Efektywność badań naukowych (1966)
- O problemach organizacji (1970)
- Organizacja zespołów ludzkich. Wstęp do teorii organizacji i kierowania (1975)
- O organizacji badań naukowych (1975)
- Organizacja i zarządzanie (1981)

## Ordery i odznaczenia
- Krzyż Kawalerski Orderu Odrodzenia Polski (25 listopada 1947)[7]
- Złoty Krzyż Zasługi (9 listopada 1931)[8]
- Medal Niepodległości (13 września 1933)[9][1]